# Géorgie au Concours Eurovision de la chanson
La Géorgie participe au concours Eurovision de la chanson, depuis sa cinquante-deuxième édition, en 2007, et ne l’a encore jamais remporté.

## Participation
Le pays participe donc depuis 2007 et n'a manqué qu'une seule édition du concours, en 2009. À la suite du conflit armé d'août 2008 qui l'opposa à la Russie, pays hôte de cette édition du concours, la Géorgie décida de se retirer. Le pays revint cependant sur sa décision en décembre 2008, s'inscrivit auprès de l’UER et fut versé dans la première demi-finale. Au terme d’une sélection nationale ouverte, la chanson retenue fut We Don't Wanna Put In (Nous ne voulons pas le prendre en compte), interprétée par le groupe Stefane & 3G. Elle suscita immédiatement la controverse et un vaste mouvement de protestation en Russie. Son titre était en effet à double entente : il pouvait aussi se comprendre comme We Don't Wanna Putin (Nous ne voulons pas de Poutine) et donc comme une attaque personnelle à l’encontre du président russe. Après qu'elle lui eut été soumise, le Groupe de Référence de l’UER refusa le morceau. Le Groupe basa sa décision sur le paragraphe 9 de l'article 4 du règlement du concours, qui stipulait qu'aucune allusion politique ne pouvait être faite dans les paroles d'une chanson. Le Groupe donna le choix à la Géorgie : ou bien modifier le titre et le passage concerné, ou bien choisir une autre chanson. La télévision publique géorgienne refusa toute modification et décida de se retirer du concours, invoquant une mesure censoriale et une atteinte à la liberté d'expression. Par la suite, le groupe Stefane & 3G admit que la chanson comportait bien un message politique et que leur objectif était de ridiculiser Vladimir Poutine.
La Géorgie a manqué sa qualification pour la finale du concours à huit reprises, en 2012, 2014, 2017, 2018, 2019, 2021, 2022 et 2023.

## Résultats
La Géorgie n'a encore jamais remporté le concours. 
Le meilleur classement du pays en finale demeure jusqu'à présent les neuvièmes places de Sopho Nijaradze en 2010, et de Eldrine en 2011. En demi-finale, la Géorgie a terminé à une reprise à la troisième place, en 2010 ; a contrario, le pays a terminé à trois reprises à la dernière place, en 2014, 2018, et 2022. La Géorgie n'a jamais obtenu de nul point.

## Pays hôte
La Géorgie n'a encore jamais organisé le concours.

## Représentants
| Édition | Année | Artiste(s)                             | Chanson                                    | Langue(s)                                      | Traduction française                     | Finale                                                 | Finale                                                 | Demi-finale                                            | Demi-finale                                            |
| Édition | Année | Artiste(s)                             | Chanson                                    | Langue(s)                                      | Traduction française                     | Place                                                  | Points                                                 | Place                                                  | Points                                                 |
| ------- | ----- | -------------------------------------- | ------------------------------------------ | ---------------------------------------------- | ---------------------------------------- | ------------------------------------------------------ | ------------------------------------------------------ | ------------------------------------------------------ | ------------------------------------------------------ |
| 52e     | 2007  | Sopho Khalvachi                        | Visionary Dream                            | Anglais                                        | Rêve visionnaire                         | 12                                                     | 97                                                     | 08                                                     | 123                                                    |
| 53e     | 2008  | Diana Gurtskaya                        | Peace Will Come                            | Anglais                                        | La paix viendra                          | 11                                                     | 83                                                     | 05                                                     | 107                                                    |
| 54e     | 2009  | Stefan & 3G                            | We Don't Want to Put In                    | Anglais                                        | Nous ne voulons pas le prendre en compte | Disqualification.                                      | Disqualification.                                      | Disqualification.                                      | Disqualification.                                      |
| 55e     | 2010  | Sopho Nijaradze                        | Shine                                      | Anglais                                        | Brille                                   | 09                                                     | 136                                                    | 03                                                     | 106                                                    |
| 56e     | 2011  | Eldrine                                | One More Day                               | Anglais                                        | Un jour de plus                          | 09                                                     | 110                                                    | 06                                                     | 74                                                     |
| 57e     | 2012  | Anri Jokhadze                          | I'm a Joker                                | Anglais, géorgien                              | Je suis un blagueur                      |                                                        |                                                        | 14                                                     | 36                                                     |
| 58e     | 2013  | Nodiko Tatishvili & Sopho Gelovani     | Waterfall                                  | Anglais                                        | Cascade                                  | 15                                                     | 50                                                     | 10                                                     | 63                                                     |
| 59e     | 2014  | Mariko Ebralidze & The Shin            | Three Minutes to Earth                     | Anglais                                        | À trois minutes de la Terre              |                                                        |                                                        | 15                                                     | 15                                                     |
| 60e     | 2015  | Nina Sublatti                          | Warrior                                    | Anglais                                        | Guerrière                                | 11                                                     | 51                                                     | 04                                                     | 98                                                     |
| 61e     | 2016  | Nika Kocharov & Young Georgian Lolitaz | Midnight Gold                              | Anglais                                        | Or de minuit                             | 20                                                     | 104                                                    | 09                                                     | 123                                                    |
| 62e     | 2017  | Tamara Gatchetchiladze                 | Keep the Faith                             | Anglais                                        | Gardez la foi                            |                                                        |                                                        | 11                                                     | 99                                                     |
| 63e     | 2018  | Iriao                                  | Sheni gulistvis (For You) (შენი გულისთვის) | Géorgien                                       | Pour toi                                 |                                                        |                                                        | 18                                                     | 24                                                     |
| 64e     | 2019  | Oto Nemsadze                           | Sul tsin iare (სულ წინ იარე)               | Géorgien                                       | Allez-y                                  |                                                        |                                                        | 14                                                     | 62                                                     |
| 65e     | 2020  | Tornike Kipiani                        | Take Me as I Am                            | Anglais, français, espagnol, italien, allemand | Accepte-moi comme je suis                | Concours annulé à la suite de la pandémie de COVID-19. | Concours annulé à la suite de la pandémie de COVID-19. | Concours annulé à la suite de la pandémie de COVID-19. | Concours annulé à la suite de la pandémie de COVID-19. |
| 65e     | 2021  | Tornike Kipiani                        | You                                        | Anglais                                        | Toi                                      |                                                        |                                                        | 16                                                     | 16                                                     |
| 66e     | 2022  | Circus Mircus                          | Lock Me In                                 | Anglais                                        | Enferme-moi                              |                                                        |                                                        | 18                                                     | 22                                                     |
| 67e     | 2023  | Iru                                    | Echo                                       | Anglais                                        | Écho                                     |                                                        |                                                        | 12                                                     | 33                                                     |
| 68e     | 2024  | Nutsa Buzaladze                        | Firefighter                                | Anglais                                        | Pompier                                  | 21                                                     | 34                                                     | 08                                                     | 54                                                     |
| 69e     | 2025  | Mariam Shengelia                       | Freedom                                    | Géorgien, anglais                              | Liberté                                  |                                                        |                                                        | 15                                                     | 28                                                     |

- Première place
- Deuxième place
- Troisième place
- Dernière place

 Qualification automatique en finale
 Élimination en demi-finale

## Galerie

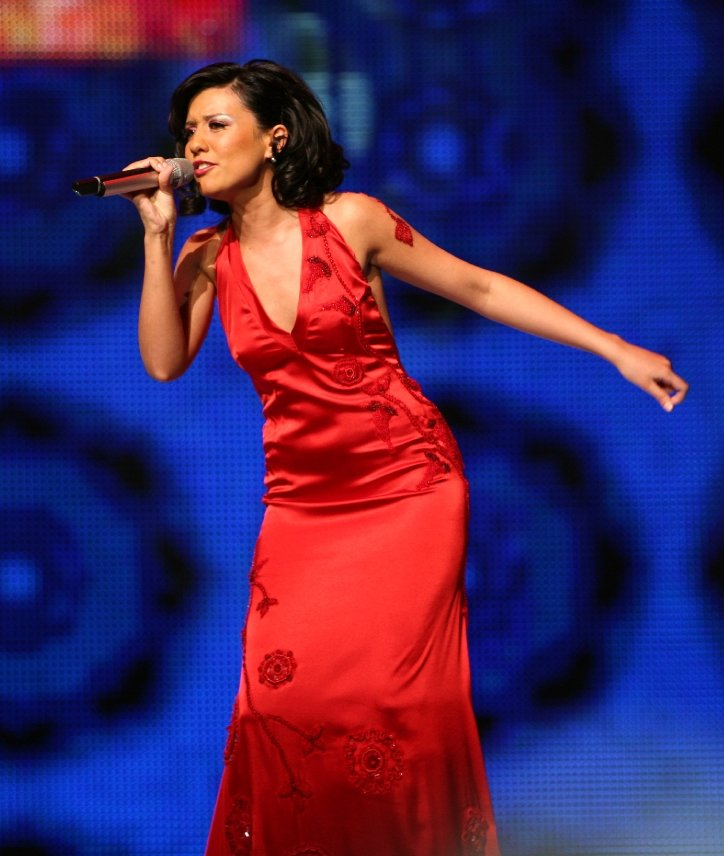
Sopho Khalvachi à Helsinki (2007)
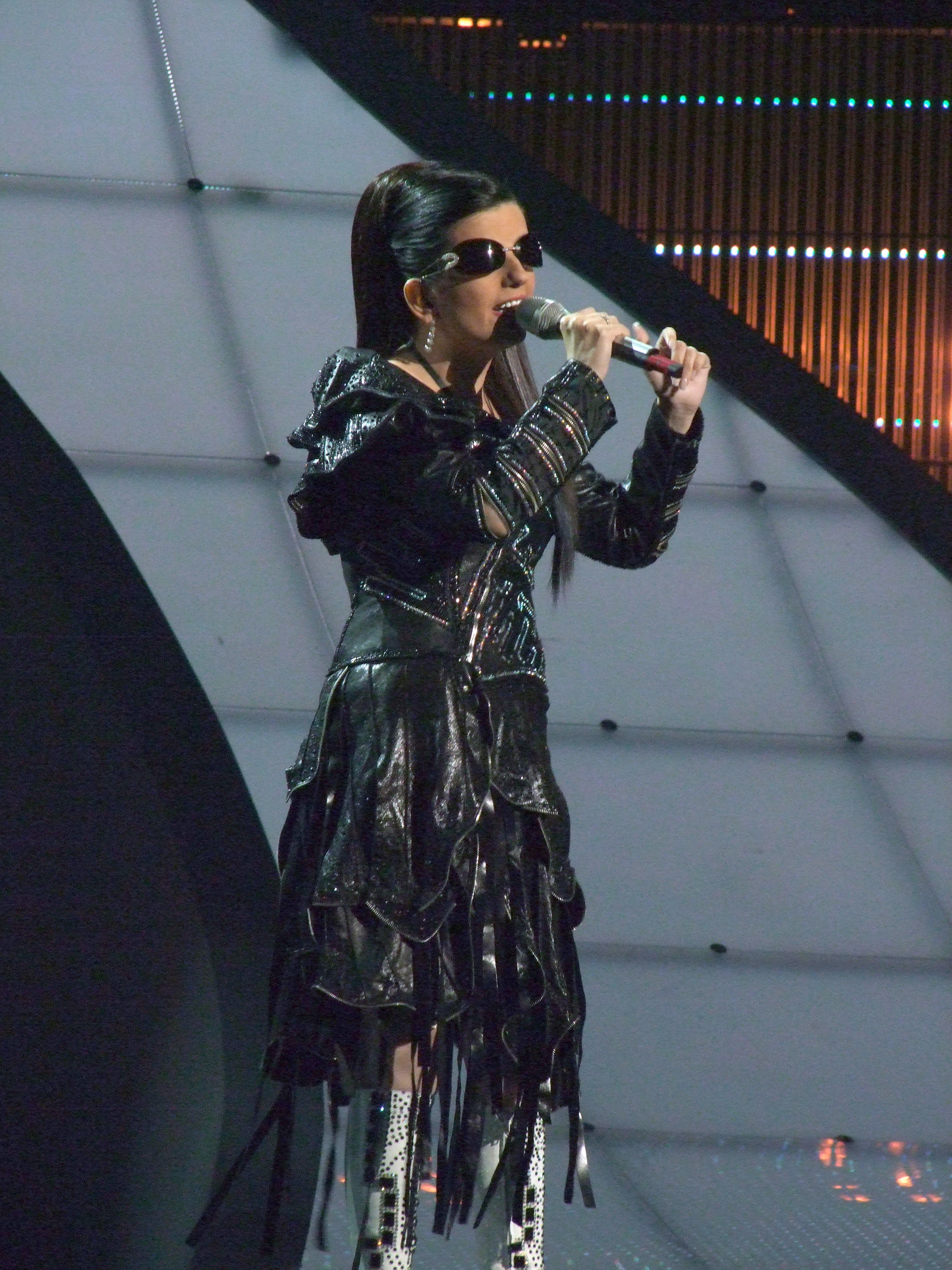
Diana Gurtskaya à Belgrade (2008)
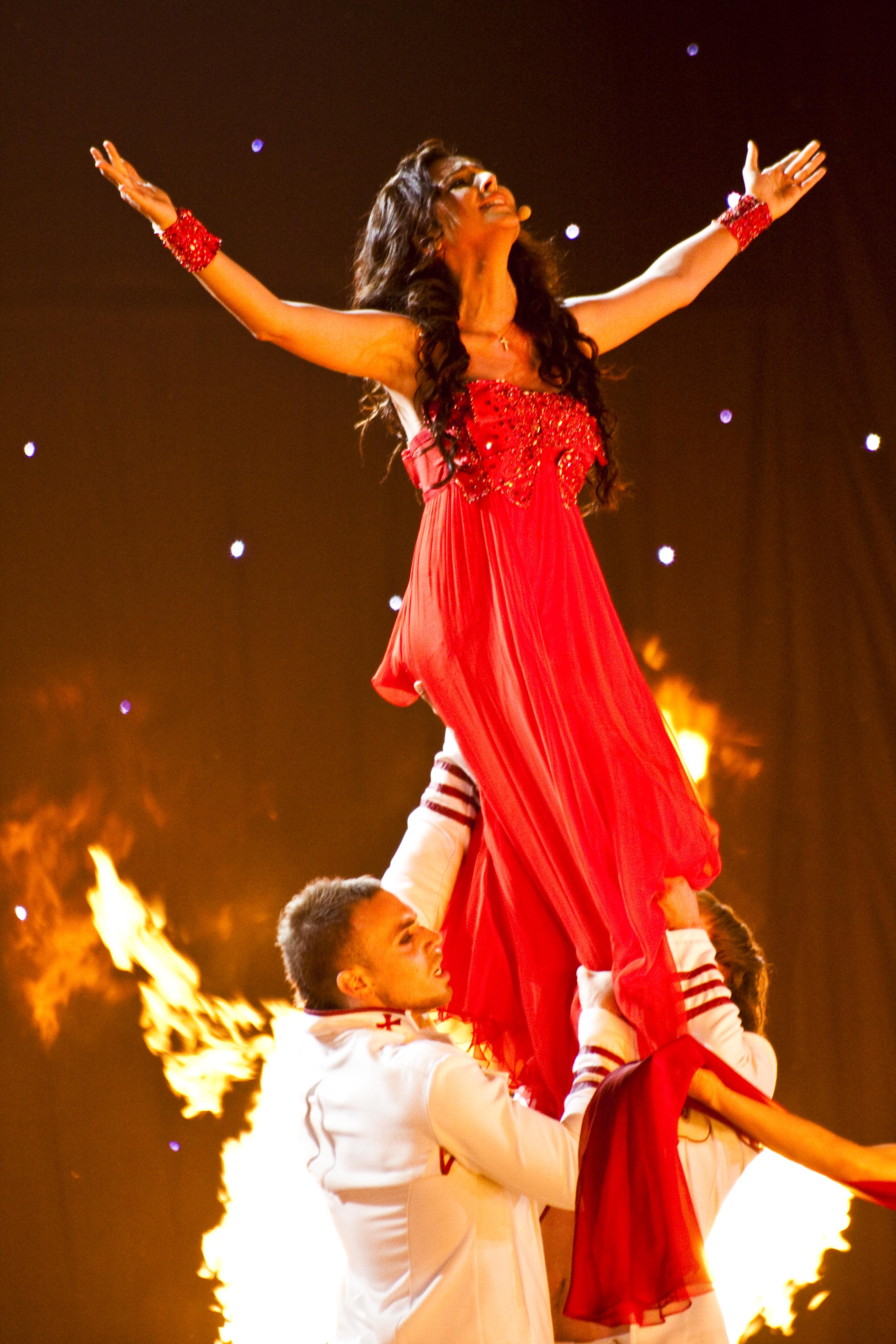
Sopho Nijaradze à Oslo (2010)
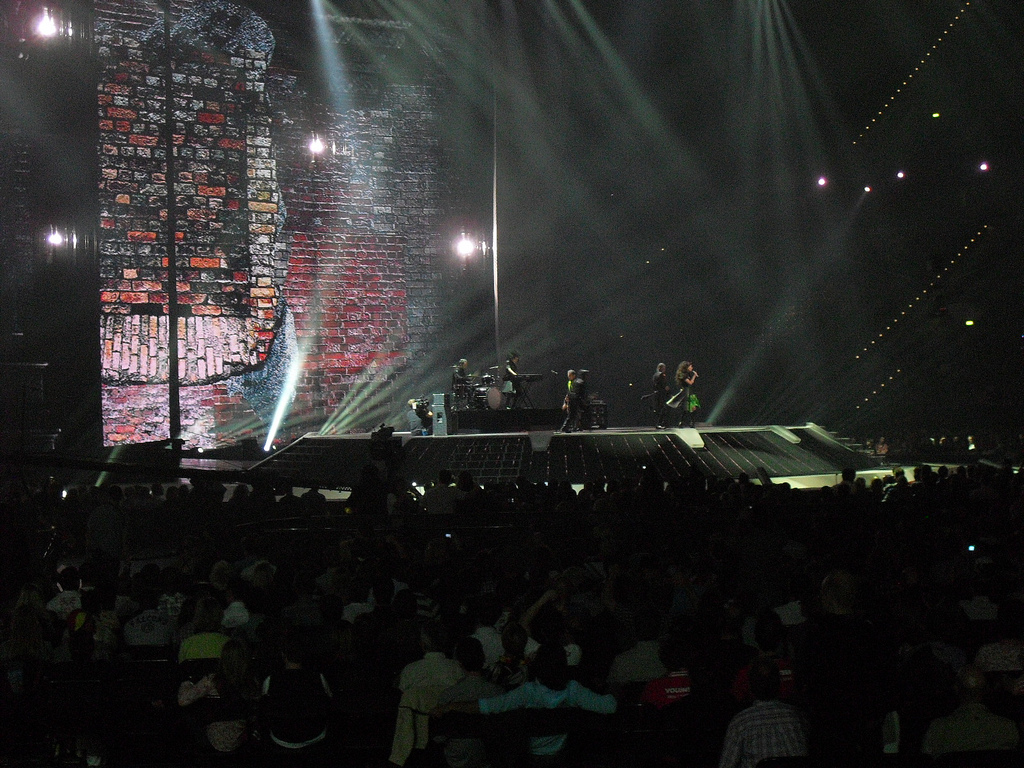
Eldrine à Düsseldorf (2011)
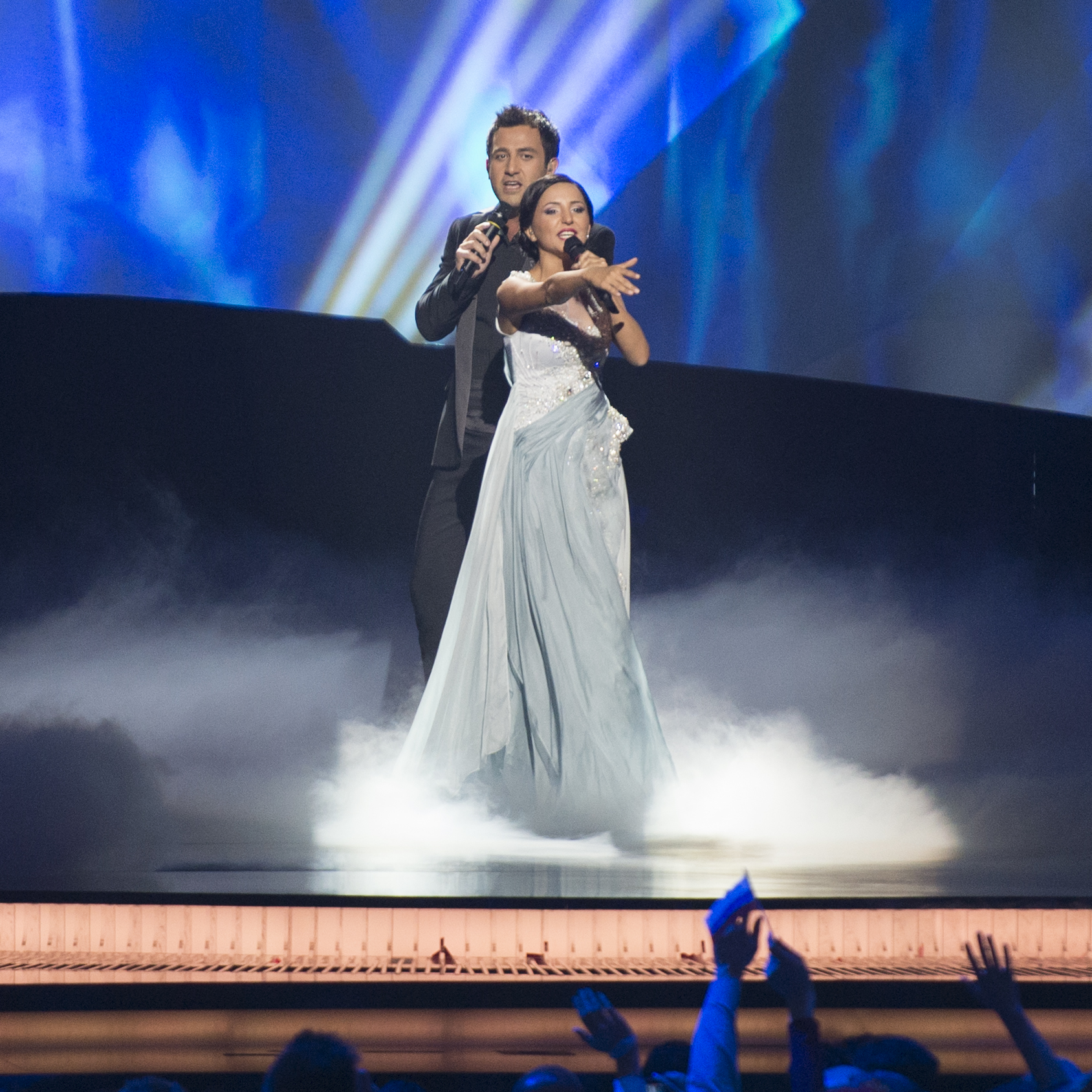
Sopho Gelovani & Nodiko Tatishvili à Malmö (2013)
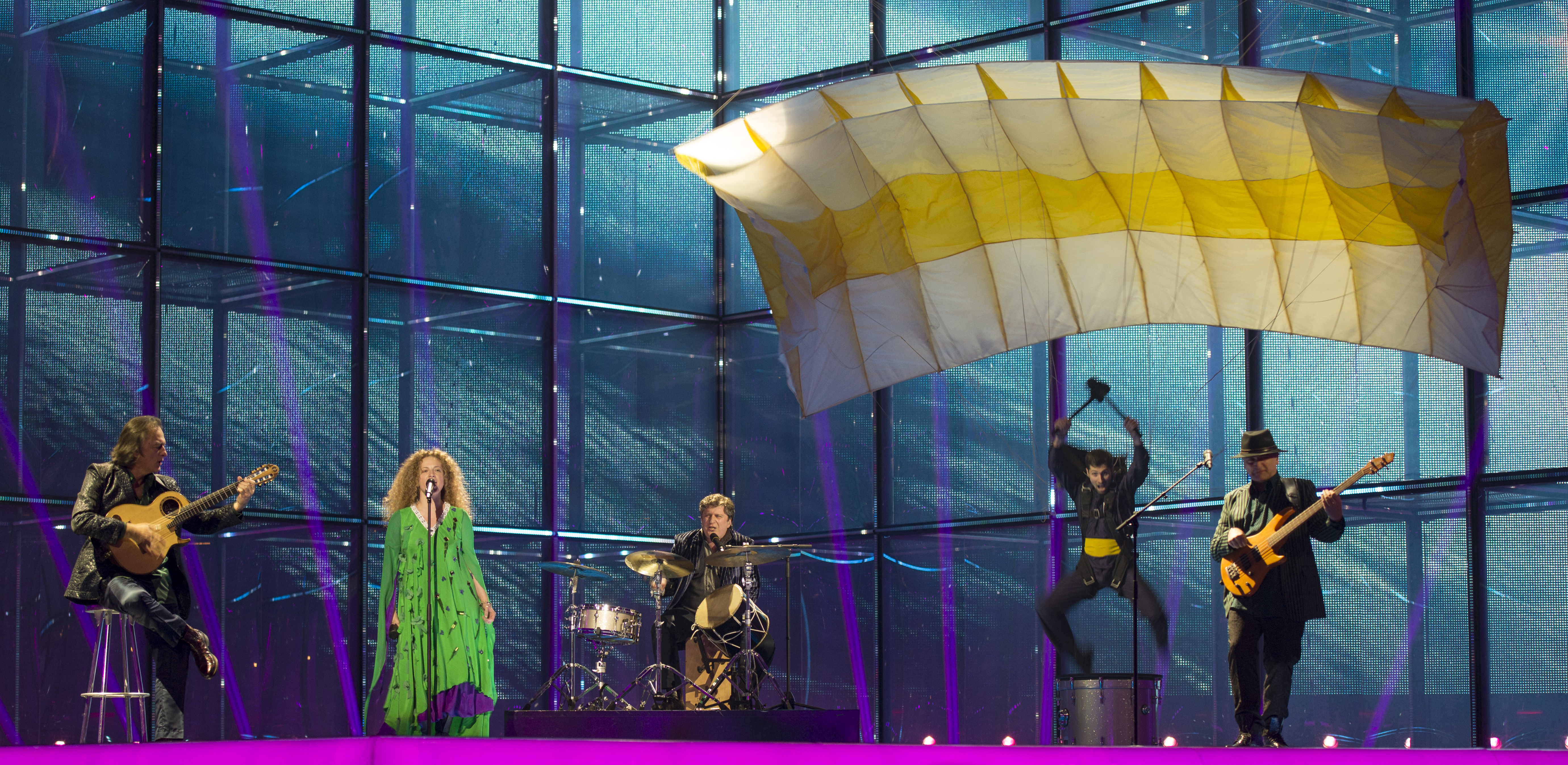
Mariko Ebralidze & The Shin à Copenhague (2014)
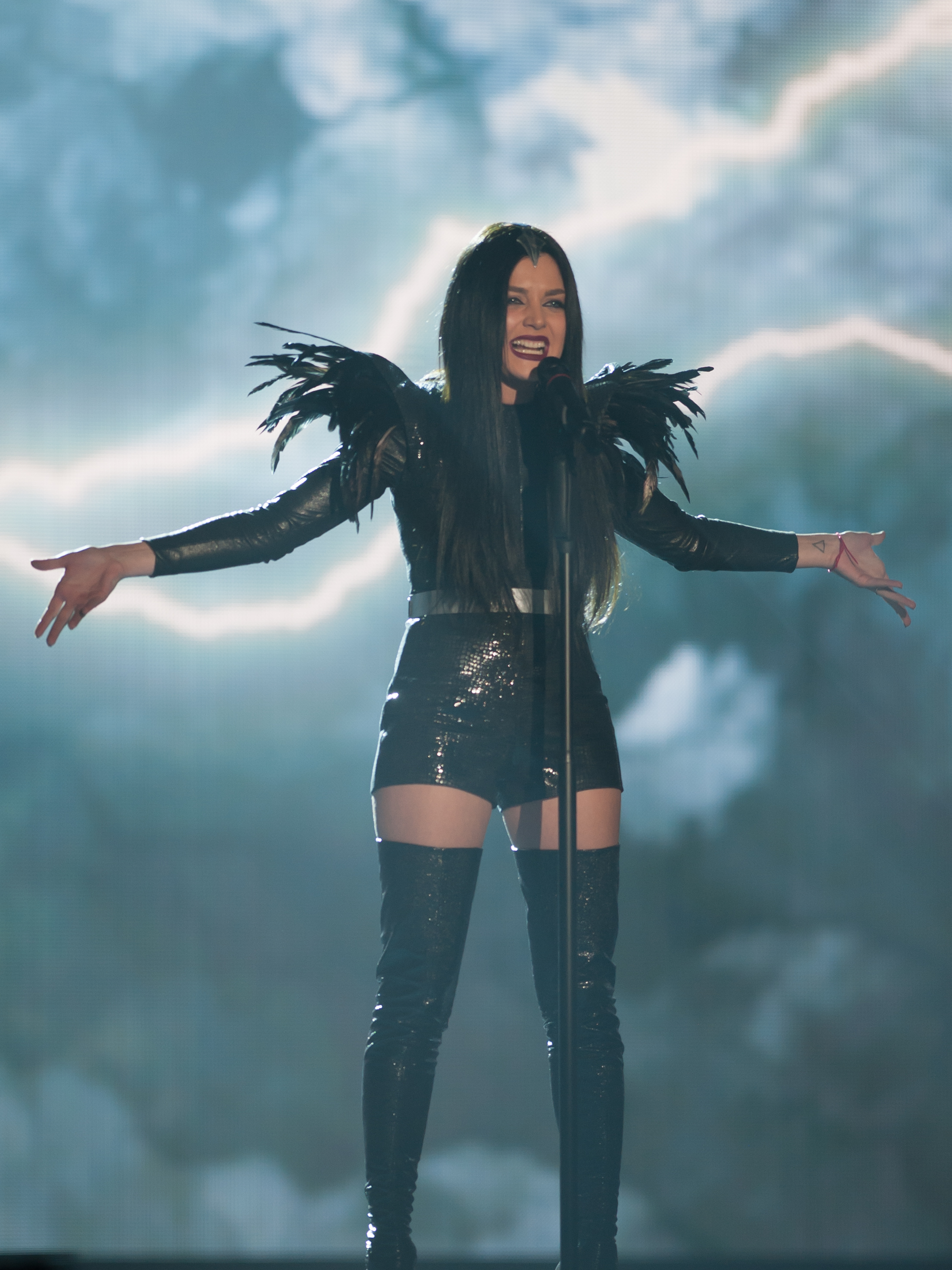
Nina Sublatti à Vienne (2015)
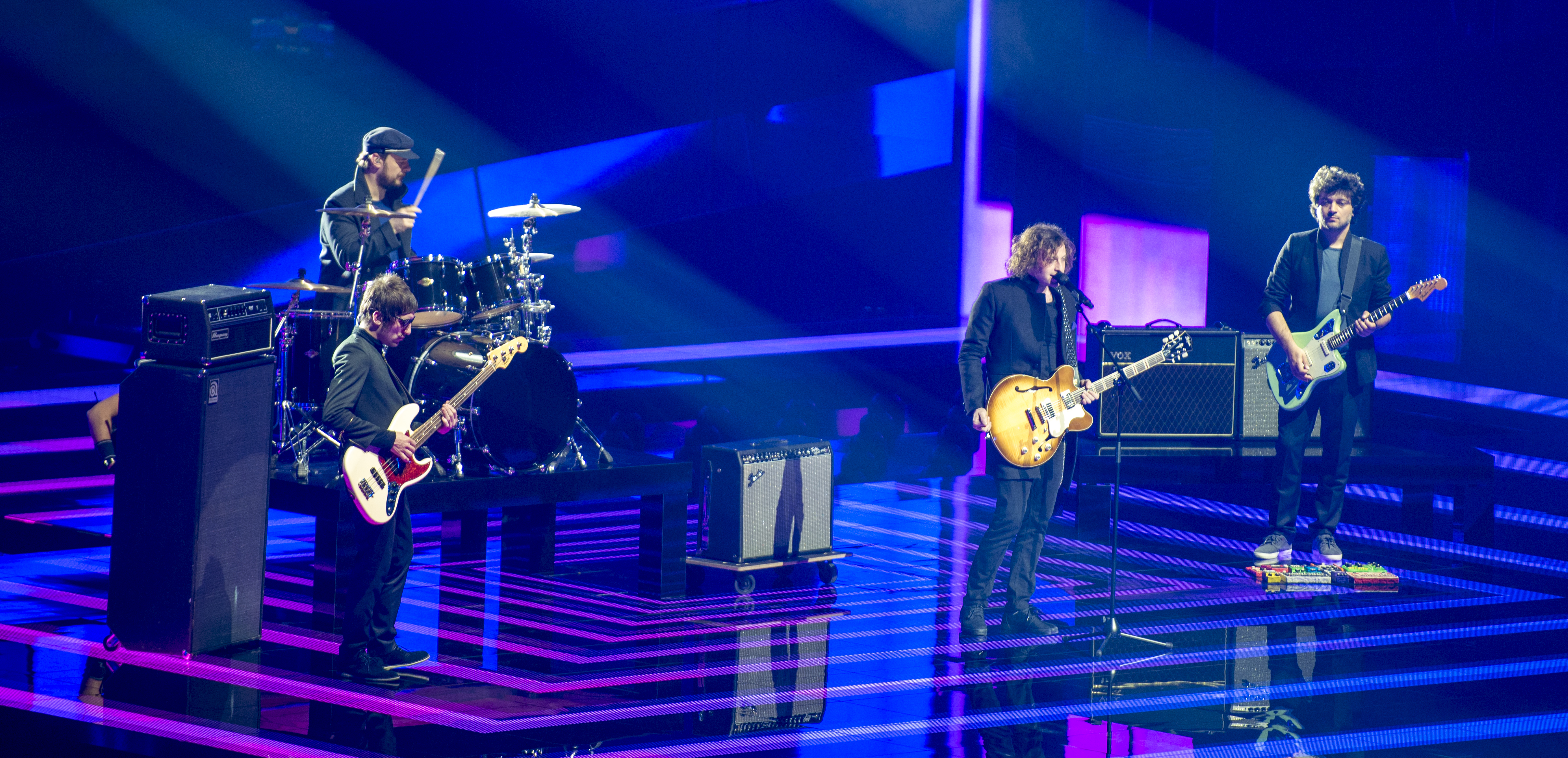
Nika Kocharov & Young Georgian Lolitaz à Stockholm (2016)
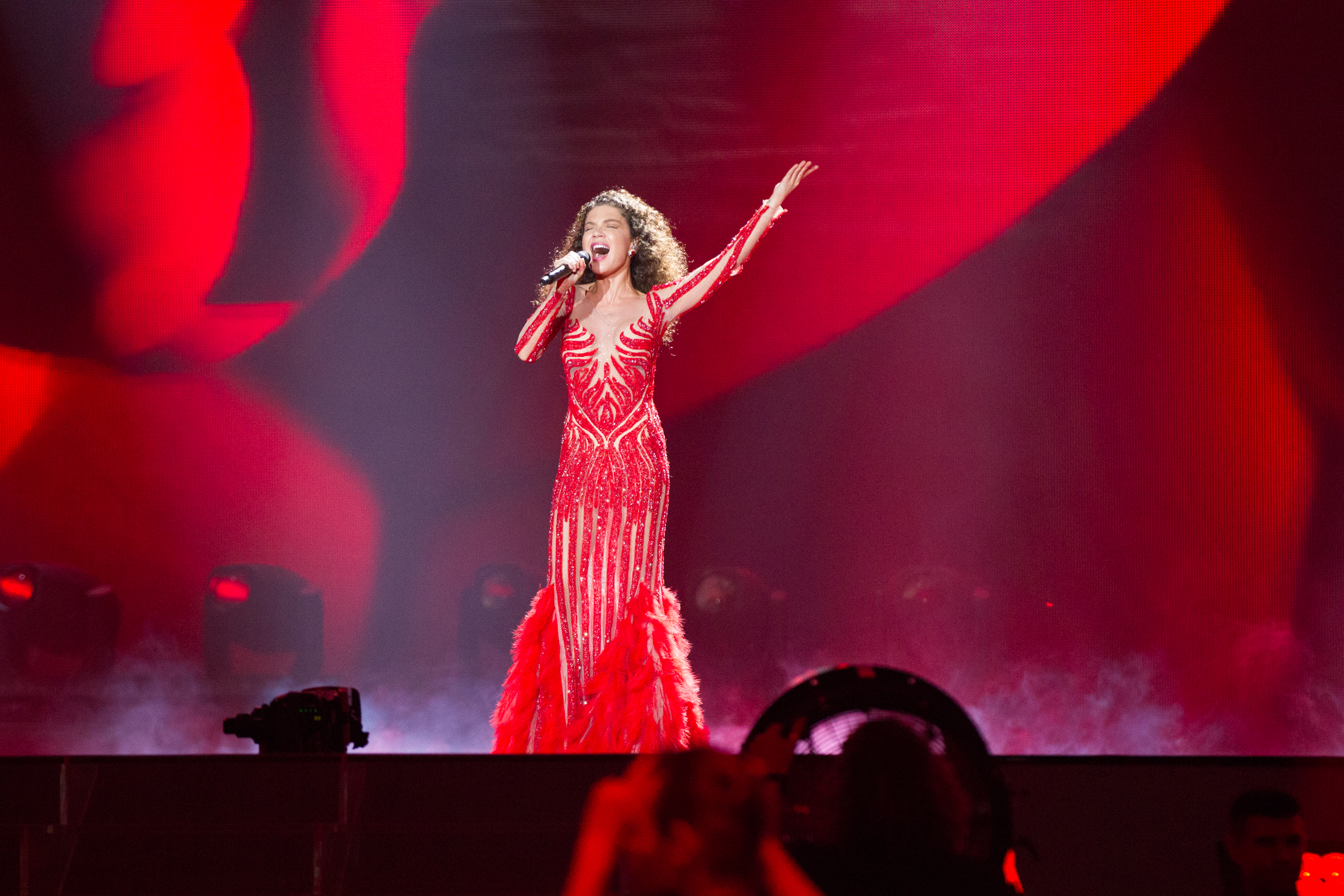
Tamara Gatchetchiladze à Kiev (2017)
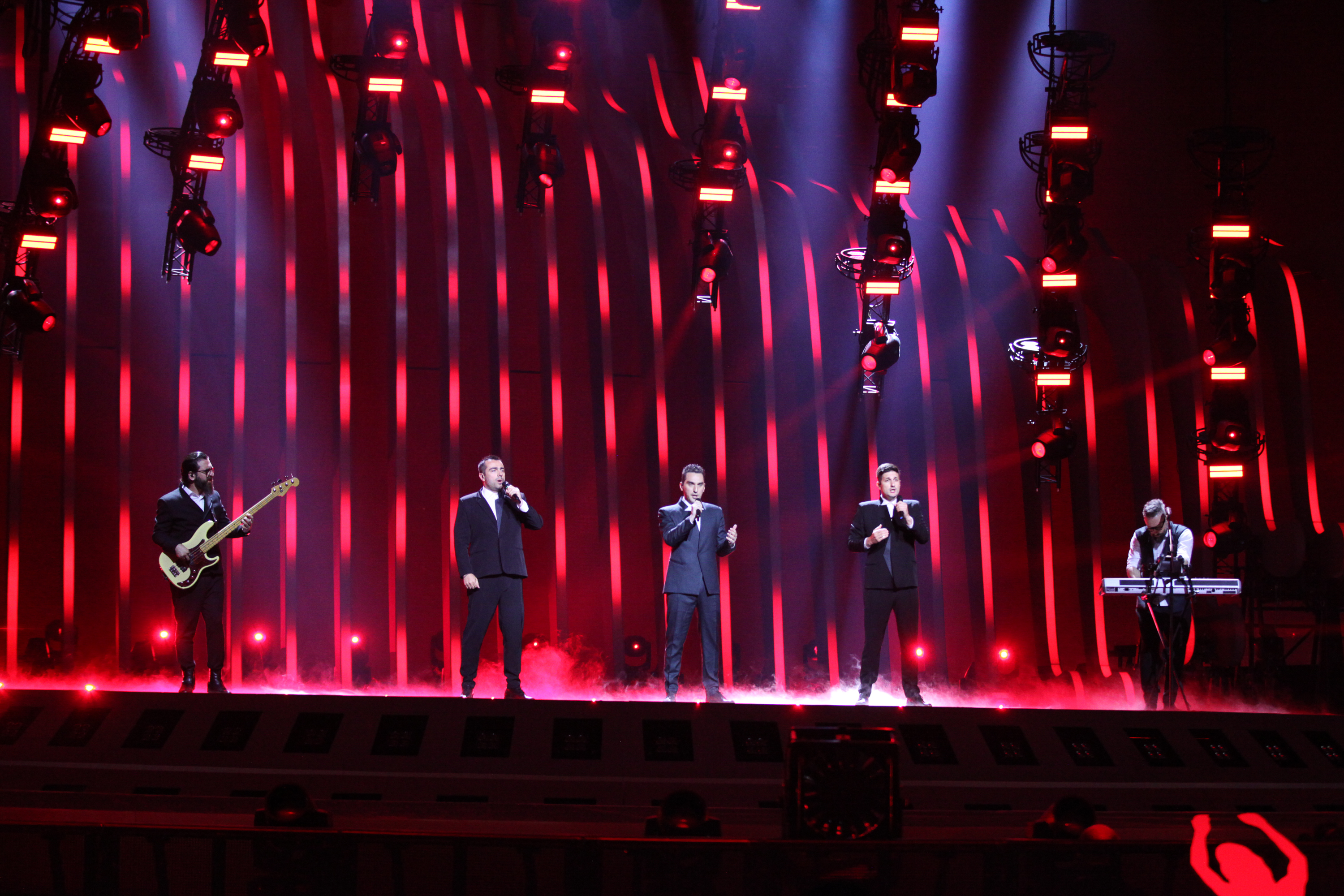
Iriao à Lisbonne (2018)
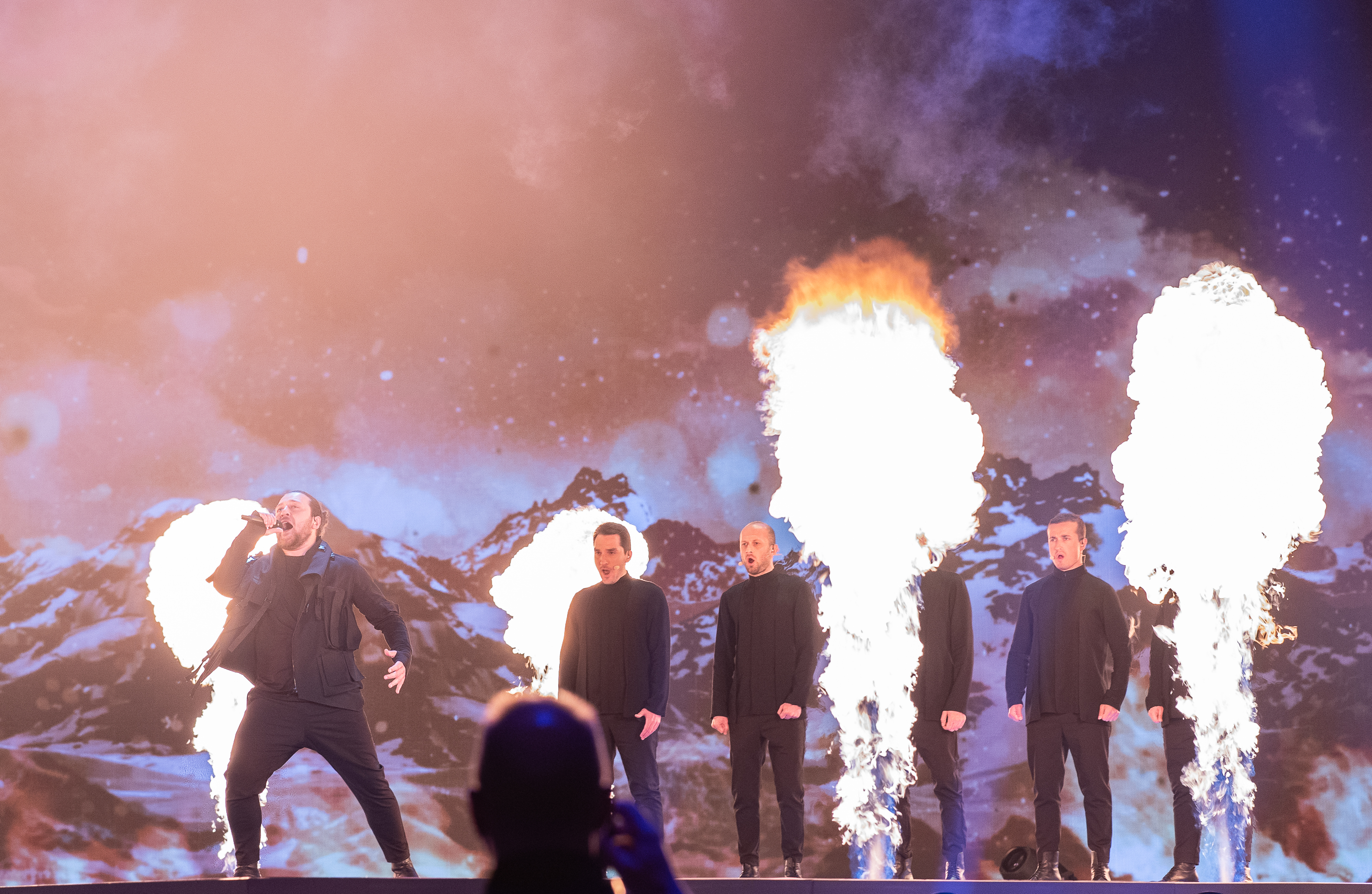
Oto Nemsadze à Tel Aviv (2019)
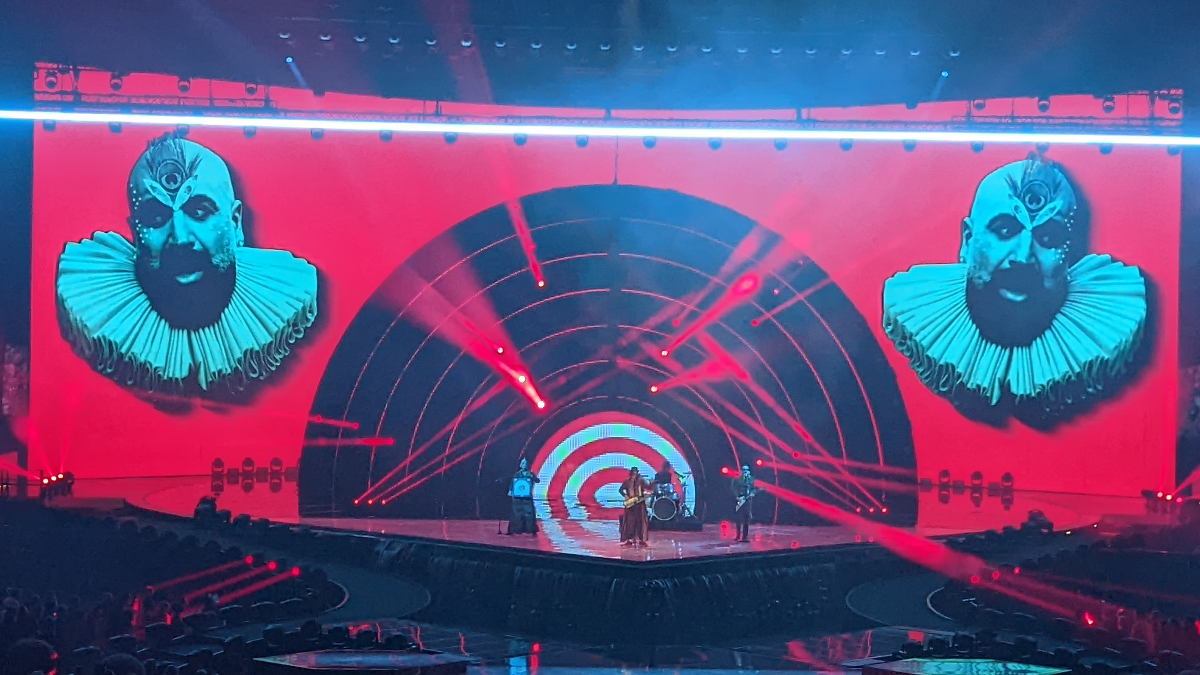
Circus Mircus à Turin (2022)
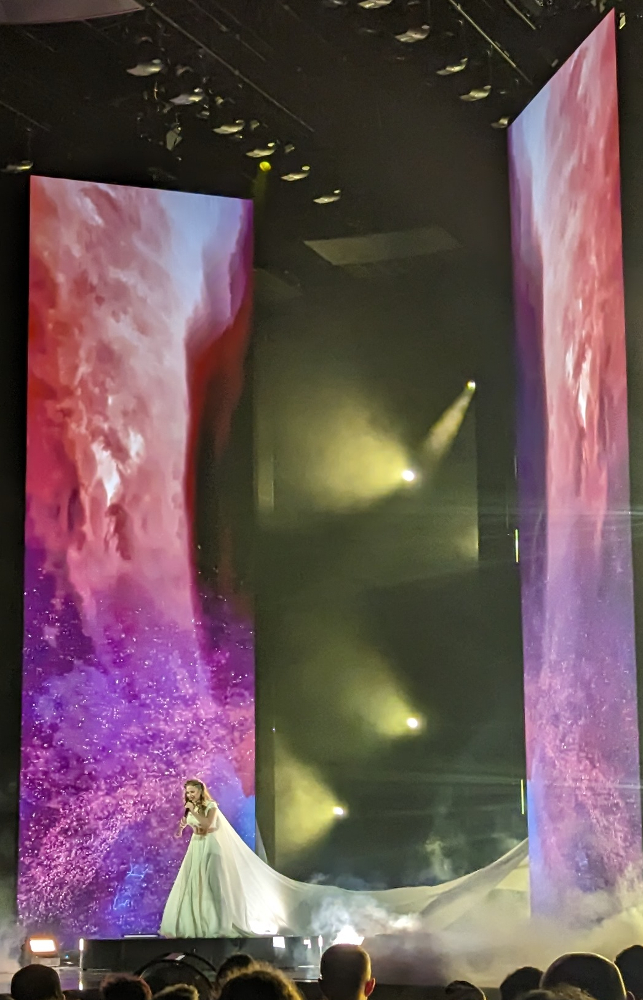
Iru à Liverpool (2023)
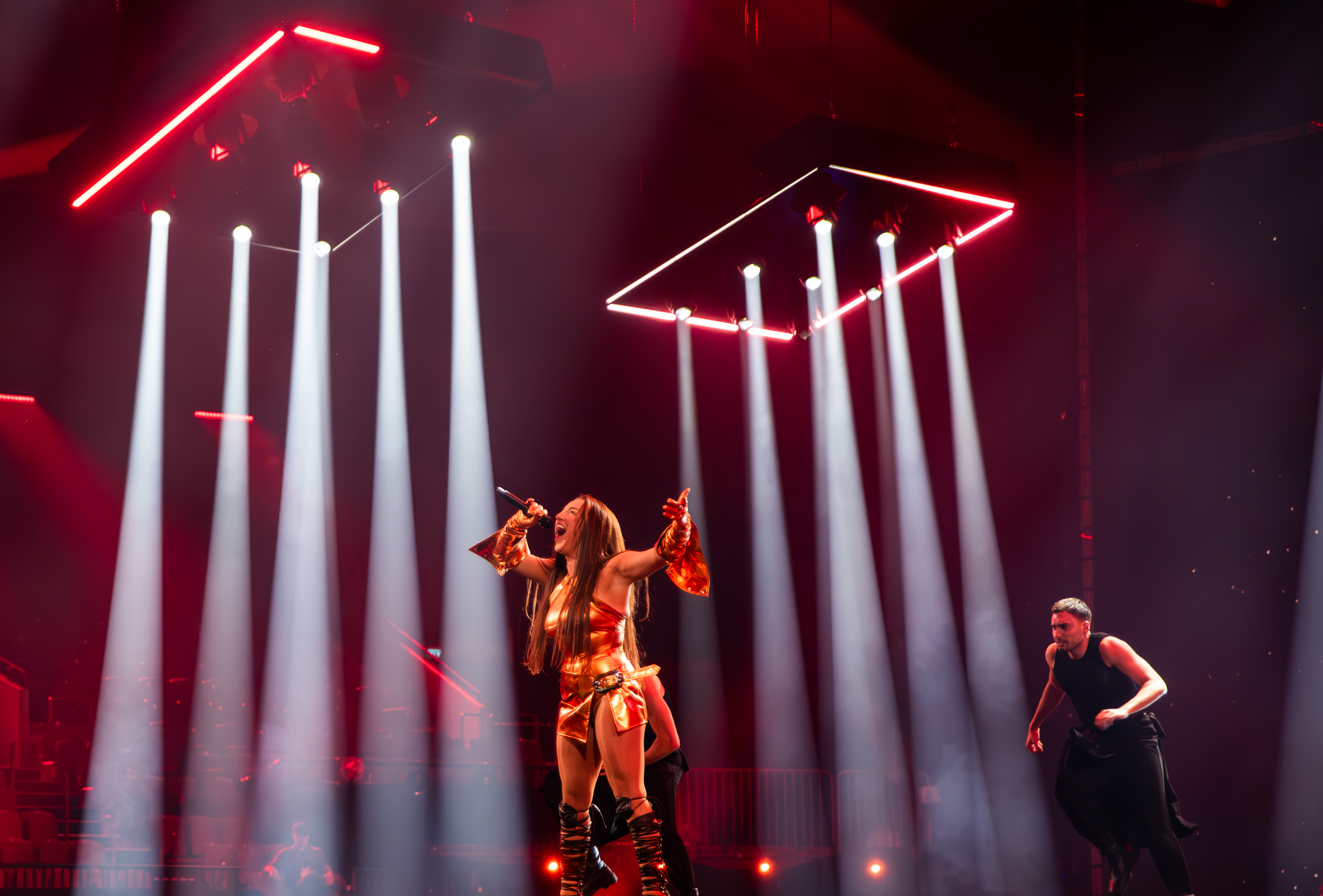
Nutsa Buzaladze à Malmö (2024)
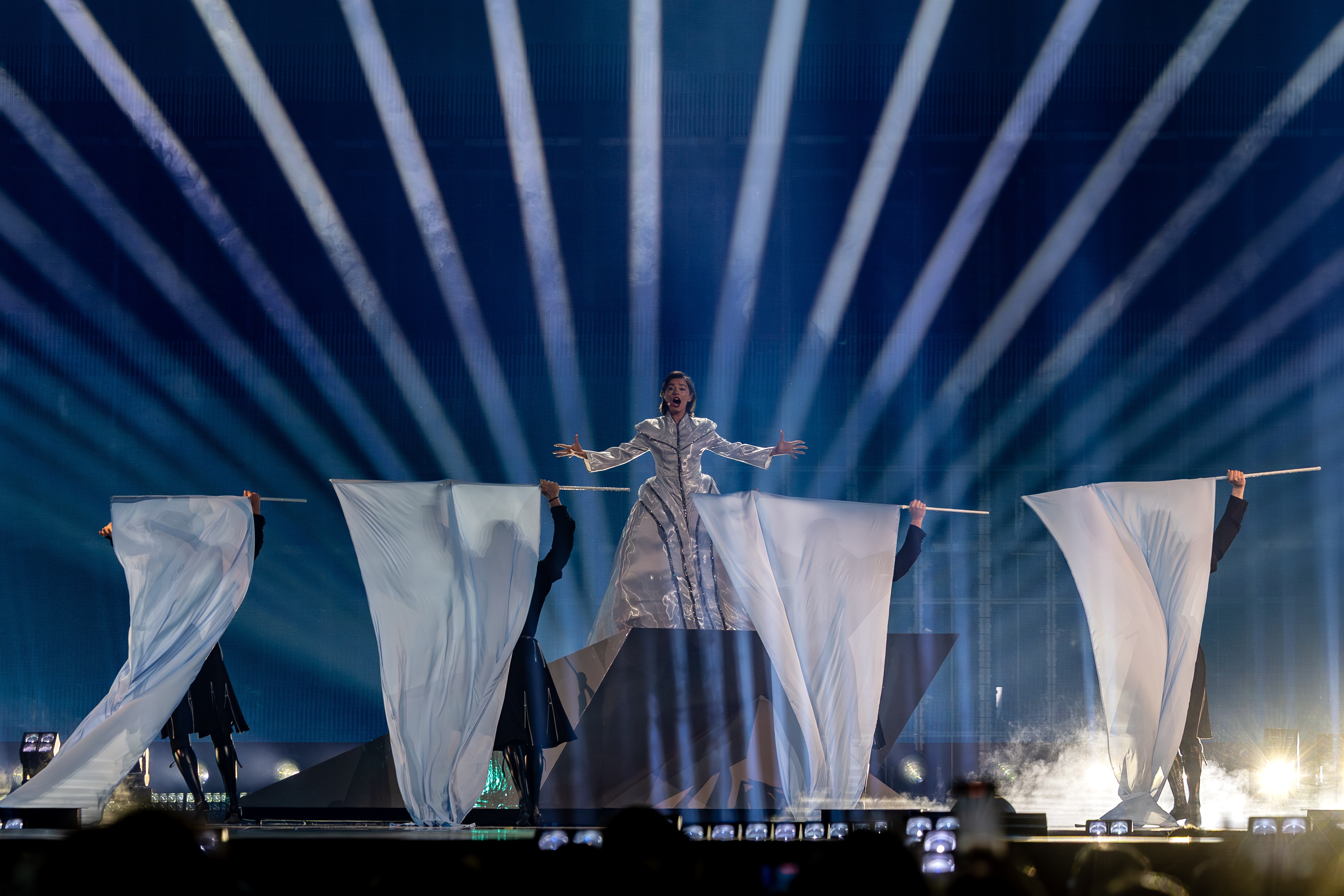
Mariam Shengelia à Bâle (2025)

## Commentateurs et porte-paroles
| Année | Commentateur(s)                       | Porte-parole                       |
| ----- | ------------------------------------- | ---------------------------------- |
| 2007  | Sandro Gabisonia & Sopho Altunashvili | Neli Agirba                        |
| 2008  | Bibi Kvachadze                        | Tika Patsatsia                     |
| 2010  | Sopho Altunishvili                    | Mariam Vashadze                    |
| 2011  | Sopho Altunishvili                    | Sopho Nijaradze                    |
| 2012  | Temo Kvirkvelia                       | Sopho Toroshelidze                 |
| 2013  | Temo Kvirkvelia                       | Liza Tziklauri                     |
| 2014  | Lado Tatishvili & Tamuna Museridze    | Nodiko Tatishvili & Sopho Gelovani |
| 2015  | Lado Tatishvili & Tamuna Museridze    | Natia Bunturi                      |
| 2016  | Tuta Chkheidze & Nika Katsia          | Nina Sublatti                      |
| 2017  | Demetre Ergemlidze                    | Nika Kocharov                      |
| 2018  | Demetre Ergemlidze                    | Tamara Gachechiladze               |
| 2019  | Helen Kalandadze & Gaga Abashidze     | Gaga Abashidze                     |
| 2021  |                                       | Oto Nemsadze                       |
| 2022  |                                       | Helen Kalandadze                   |
| 2023  |                                       | Circus Mircus                      |

## Historique de vote
Depuis 2007, la Géorgie a attribué en finale le plus de points à :
| Rang | Pays        | Points |
| ---- | ----------- | ------ |
| 1    | Ukraine     | 165    |
| 2    | Arménie     | 156    |
| 3    | Azerbaïdjan | 119    |
| 4    | Italie      | 99     |
| 5    | Lituanie    | 81     |
| 6    | Suède       | 73     |
| 7    | Russie      | 63     |
| 8    | Israël      | 62     |
| 9    | Grèce       | 42     |
| 10   | France      | 40     |

Depuis 2007, la Géorgie a reçu en finale le plus de points de la part de :
| Rang | Pays        | Points |
| ---- | ----------- | ------ |
| 1    | Arménie     | 83     |
| 2    | Lituanie    | 69     |
| 3    | Azerbaïdjan | 55     |
| 4    | Ukraine     | 51     |
| 5    | Russie      | 45     |
| 6    | Biélorussie | 34     |
| 7    | Grèce       | 32     |
| 8    | Moldavie    | 27     |
| 9    | Pologne     | 24     |
| 10   | Estonie     | 22     |
| 10   | Turquie     | 22     |

### 12 Points
Légende
 Vainqueur - La Géorgie a donné 12 points à la chanson victorieuse / La Géorgie a reçu 12 points et a gagné le concours
 2e place - La Géorgie a donné 12 points à la chanson arrivée à la seconde place / La Géorgie a reçu 12 points et est arrivée deuxième
 3e place - La Géorgie a donné 12 points à la chanson arrivée à la troisième place / La Géorgie a reçu 12 points et est arrivée troisième
 Qualifiée - La Géorgie a donné 12 points à une chanson parvenue à se qualifier pour la finale / La Géorgie a reçu 12 points et s'est qualifiée pour la finale
 Non-qualifiée - La Géorgie a donné 12 points à une chanson éliminée durant les demi-finales / La Géorgie a reçu 12 points mais n'est pas parvenue à se qualifier pour la finale
| Année         | Attribués   | Attribués                          | Reçus                        | Reçus                              |
| Année         | Finale      | Demi-Finale                        | Finale                       | Demi-Finale                        |
| 2007          | Arménie     | Belgique                           | Lituanie                     | Aucun                              |
| 2008          | Arménie     | Ukraine                            | Aucun                        | Chypre Ukraine                     |
| 2010          | Biélorussie | Azerbaïdjan                        | Arménie Lituanie             | Arménie Lituanie                   |
| 2011          | Lituanie    | Azerbaïdjan                        | Biélorussie Lituanie Ukraine | Lituanie                           |
| 2012          | Lituanie    | Suède                              | Non qualifiée                | Lituanie                           |
| 2013          | Azerbaïdjan | Azerbaïdjan                        | Aucun                        | Arménie                            |
| 2014          | Arménie     | Biélorussie                        | Non qualifiée                | Aucun                              |
| 2015          | Arménie     | Biélorussie                        | Aucun                        | Arménie                            |
| 2016 Jury     | Ukraine     | Ukraine                            | Royaume-Uni                  | Royaume-Uni                        |
| 2016 Télévote | Arménie     | Ukraine                            | Aucun                        | Aucun                              |
| 2017 Jury     | Portugal    | Portugal                           | Non qualifiée                | Aucun                              |
| 2017 Télévote | Azerbaïdjan | Azerbaïdjan                        | Non qualifiée                | Azerbaïdjan                        |
| 2018 Jury     | Suède       | Suède                              | Non qualifiée                | Aucun                              |
| 2018 Télévote | Israël      | Moldavie                           | Non qualifiée                | Aucun                              |
| 2019 Jury     | Tchéquie    | Tchéquie                           | Non qualifiée                | Aucun                              |
| 2019 Télévote | Chypre      | Saint-Marin                        | Non qualifiée                | Aucun                              |
| 2021 Jury     | Italie      | Suisse                             | Non qualifiée                | Aucun                              |
| 2021 Télévote | Grèce       | Saint-Marin                        | Non qualifiée                | Aucun                              |
| 2022 Jury     | Royaume-Uni | Suède                              | Non qualifiée                | Aucun                              |
| 2022 Télévote | Ukraine     | Serbie                             | Non qualifiée                | Aucun                              |
| 2023 Jury     | Belgique    | Pas de vote du jury en demi-finale | Non qualifiée                | Pas de vote du jury en demi-finale |
| 2023 Télévote | Arménie     | Arménie                            | Non qualifiée                | Arménie                            |
| 2024 Jury     | Suisse      | Pas de vote du jury en demi-finale | Aucun                        | Pas de vote du jury en demi-finale |
| 2024 Télévote | Ukraine     | Arménie                            | Aucun                        | Aucun                              |

## Référence
1. 1 2 3 4 5  (en) Georgia, eurovision.tv
2. ↑   (en-GB) « Eurovision axes 'anti-Putin' song », BBC News,‎ 10 mars 2009 (lire en ligne, consulté le 10 mai 2021)
3. ↑  (en) « Georgian song lyrics do not comply with Rules », sur Eurovision.tv, 10 mars 2009 (consulté le 10 mai 2021)
4. ↑  (en) « Eurovision Georgians admit using Eurovision for politics - ESCToday.com », sur Eurovision News, Polls and Information by ESCToday, 11 mai 2009 (consulté le 5 août 2020).